# Wonnerup-Massaker
Das Wonnerup-Massaker fand in der Gegend des Tuart-Forst bei Ludlow in Western Australia zu Beginn der 1840er Jahre statt. Dieses Forstgebiet wurde ursprünglich von den Wardandi, einem Stamm der Aborigines bewohnt.
Nach der Besiedlung der Gegend durch die Europäer erkannten sie den Wert des Landes für die Land- und Forstwirtschaft, und dass dieses Gebiet der Aborigines, das große Bedeutung für ihre Kultur und Lebensweise hatte, bedroht war. Ende des Jahres 1829 begannen die Auseinandersetzungen, und als 1841 der Weiße George Layman von Gaywer, einem Aborigine, am Wonnerup House gespeert wurde, entwickelte sich das Wonnerup-Massaker. In diesem Massaker ermordeten die weißen Siedler mehr als 250 Aborigines. 
Der Elder Bill Web der Warandi sagte Ende der 1990er Jahre, als es um die Nutzungsvereinbarung des Forstes ging, dass man die Toten an ihren Beerdigungsorten am Cable Sand ruhen lassen soll und dass dieser Ort im Forst unberührt bleiben muss. Die Ereignisse der Vergangenheit seien schlimm genug gewesen, und dass nun Frieden herrschen solle.